# Arnel Bluffs
Die Arnel Bluffs sind eine Reihe von Felsvorsprüngen im ostantarktischen Kempland. Sie ragen aus einer steilwandigen und vereisten Geländestufe im Süden der Leckie Range auf.
Eine Schlittenmannschaft unter der Leitung des australischen Geodäten Graham Alexander Knuckey (1934–1969) erfasste die Formation im Dezember 1958 im Rahmen der Australian National Antarctic Research Expeditions. Das Antarctic Names Committee of Australia (ANCA) benannte sie nach Royston Reginald Arnel (* 1927), Assistenzgeophysiker auf der Mawson-Station im Jahr 1958.